# Gesonia notata
Gesonia notata là một loài bướm đêm trong họ Noctuidae.